# 鹽埕 (高雄市彌陀區)
鹽埕，是臺灣高雄市彌陀區的一個傳統地域名稱，位於該區中北部，並向東北延伸至邊界，向西延伸至海岸。相較於今日行政區，其範圍大致包括彌仁里西端、光和里北大半部不含東部凸出部分的東南部、過港里、鹽埕里西半部、文安里、舊港里東部邊界地帶。
本地區境內主要聚落為下鹽埕、頂鹽埕、五份仔，設有壽齡國小。

## 歷史
台灣日治初期，鹽埕地區為一街庄，稱為「鹽埕庄」（舊制街庄），隸屬於仁壽上里。該庄昔日西北與舊港口庄為鄰，東北隔阿公店溪與竹仔港庄為界，東與彌陀港庄為鄰，南邊為海尾庄，西邊臨台灣海峽。
1901年（日治明治三十四年）11月11日，全台廢縣廳改設二十廳，該庄隸屬於鳳山廳。1904年（明治三十七年）5月3日，該庄編入「彌陀港區」，隸屬於鳳山廳。1909年（明治四十二年）10月25日，全台合併二十廳為十二廳，彌陀港區改隸屬於臺南廳。1920年（大正九年）10月1日，全台地方制度大改正，廢十二廳改設五州二廳，該庄改制為「鹽埕」大字，隸屬於高雄州岡山郡彌陀庄（新制街庄）。
戰後彌陀庄改制為彌陀鄉，隸屬於高雄縣，大字亦改制為村。1950年（民國39年）3月1日，彌陀鄉拆分出永安鄉，本地區仍隸屬於彌陀鄉。同年10月1日，高、屏分治，彌陀鄉仍隸屬於高雄縣。1951年（民國40年）4月20日，彌陀鄉再拆分出梓官鄉，本地區仍隸屬於彌陀鄉。2010年（民國99年）12月25日，高雄縣、市合併為直轄高雄市，彌陀鄉改制為彌陀區，村亦改制為里。

## 聚落
本地區發展較早的聚落為下鹽埕、頂鹽埕、五份仔、三點山（已消失），在日治初期的官方地圖上已有記載。

## 交通
省道台17線又稱「西部濱海公路」，是甲南至水底寮的幹道，經過本地區頂鹽埕聚落東側。由該道路北行可前往永安區東部、路竹區西端、湖內區西南端、茄萣區等地；南行可前往梓官區、橋頭區西南端、楠梓區、左營區等地。
區道高21線是永安至文安的道路，其南側端點（終點）位於本地區東北部的省道台17線路口，由此向西南西轉西北西會經過本地區的五份仔聚落。
區道高22線是舊港至竹仔港的道路，其西側端點（起點）位於本地區極北點的區道高21線轉角路口。

## 學校
- 壽齡國小